# Morava (flod)
För floden med samma namn i Serbien, se Morava (Serbien).
Morava (ty. March) är en 358 km lång biflod till floden Donau i Tjeckien, Slovakien och Österrike. Avrinningsområdet är 27 633 km² och medelvattenföringen är 109 m³/s vid Angern.
Morava rinner upp i östra Sudeterna i Tjeckien nära den polska gränsen vid berget Králický Sněžník. Den rinner först i sydsydostlig riktning, tills den når Karpaterna och vänder sedan till sydväst. Där följer floden utkanten av Karpaterna tills den mynnar i Donau vid Devín nordväst om Bratislava. Bifloder är bland annat Bečva och Thaya. 
I nedre delen bildar floden gränsen mellan Tjeckien och Slovakien. Från Thayas mynning vid Hohenau an der March till Donau bildar Morava gränsen mellan Slovakien och Österrike.
Vid Morava ligger städerna Olomouc, Kroměříž, Uherské Hradiště, Hodonín och Marchegg.
Den österrikiska delen av floden är Ramsarområde.
Flodens dalgång var redan under forntiden en lättillgänglig väg från Donau till låglandet vid Östersjön och Nordsjön och den användes av flera folkgrupper. Vid kommunen Stillfried i Österrike hittades fornlämningar som är 30 000 år gamla och relikter som bekräftar jordbruket är upp till 7 000 år gamla.
Tempererat inlandsklimat råder i trakten. Den genomsnittliga temperaturen över hela året är 8,1 °C. I bergstrakten vid källan är nederbördsmängden 1200 mm och i det tjeckiska låglandet 635 mm. Vid bifloden Thaya förekommer ett av Tjeckiens största vattenmagasin men dammbyggnaderna vid andra bifloder är betydlig mindre. Större industrier vid floden och lantbrukets gödsel medför föroreningar av floden. Problemet minskade under årtiondena efter Östblockets fall.
Trots flera ekologiska problem har Morava ett rikt växt- och djurliv. Under en studie från 2004 registrerades 48 olika fiskarter i flodens slovakiska del. Samma studie noterade 118 häckande fågelarter. En annan undersökning hittade 12 större arter av bladfotingar.
Mellan 1930- och 1960-talet ersattes 17 meandrar i Moravas nedre del med en kanalliknande rak flodsträcka.